# Las sufragistas
Las sufragistas es una película británica estrenada en 2015 dirigida por Sarah Gavron y con guion de Abi Morgan.  La película se centra en las primeras participantes en el movimiento británico en favor del sufragio femenino de finales del siglo XIX y principios del siglo XX. Está protagonizada por Carey Mulligan, Helena Bonham Carter, Ben Whishaw y Meryl Streep.
El rodaje de la película empezó el 24 de febrero de 2015. Es la primera película en la historia que se rueda en el Parlamento del Reino Unido, con el permiso de sus miembros.

## Reparto
- Carey Mulligan como Maud.[3]
- Helena Bonham Carter como Edith Ellyn.[4]
- Meryl Streep como Emmeline Pankhurst.[2]
- Ben Whishaw como Sonny.[5]
- Brendan Gleeson como Steed.[5]
- Romola Garai como Alice.[5]
- Anne-Marie Duff como Violet Cambridge.[5]
- Samuel West como Benedict.[5]
- Natalie Press como Emily Wilding Davison.[5]

## Argumento
Las sufragistas constituyeron un movimiento femenino que se desarrolló en Inglaterra antes de la Primera Guerra Mundial. Maud Watts, que trabajaba desde joven en una lavandería industrial, se encuentra en medio de una manifestación callejera organizada por el movimiento, encabezado por Emmeline Pankhurst, de las sufragistas, y este evento despierta su curiosidad. Una de sus compañeras de trabajo, que pertenece al movimiento, la involucra poco a poco. A raíz de esto, Maud presenta un testimonio frente al gobernador para lograr el derecho al voto de las mujeres, con la esperanza de que se logre este objetivo. No obstante, las autoridades niegan, por falta de pruebas y motivos, el voto a las mujeres, desencadenando una ola de arrestos entre quienes protestan. A la vez su participación en el movimiento también causa problemas familiares a Maud, que es expulsada de su casa y alejada de su hijo, puesto en adopción por decisión de su padre. Sin embargo, estas injusticias motivan a las mujeres a seguir luchando a pesar de que la policía las siga persiguiendo sin tregua. Posteriormente Maud, acompañada de Emily Davison, asiste a un evento de corredores de caballos en el que está presente el rey inglés, Jorge V. Davison se atraviesa en el derby de Epsom con una bandera del movimiento, por lo que es atropellada por el jinete del caballo del rey y muere. Su muerte y funeral aparecen en las portadas de varios periódicos internacionales, con lo que se visibiliza la constante lucha de las mujeres por sus derechos y su búsqueda del sufragio universal que les conceda el voto.

## Producción
En abril de 2011 se anunció que Producciones Film4, Focus Features y Ruby Films iban a realizar un drama histórico sobre el movimiento sufragista femenino  británico de finales del siglo XIX y principios del siglo XX.  Abi Morgan comenzó a escribir el guion, mientras que Sarah Gavron se encargó de dirigir la película. El 24 de octubre de 2013, se hizo público que Pathé había substituido a Focus y que el Instituto de Cine Británico financiaria la película.

### Casting
El 24 de febrero de 2013, Carey Mulligan fue seleccionada para interpretar el personaje protagonista. El 20 de diciembre de 2013 Helena Bonham Carter se incorporó a la película. El 19 de febrero de 2014 Meryl Streep fue elegida para interpretar a la líder sufragista británica Emmeline Pankhurst. El 20 de febrero de 2014, Ben Whishaw y Brendan Gleeson se incorporaron al elenco de la película.

### Rodaje
El inicio del rodaje se fijó para el 24 de febrero de 2014, fecha en que comenzó la fotografía principal en Londres. El 3 de marzo de 2014 se anunció que, por primera vez en la historia, una película comercial se rodaría en el Parlamento del Reino Unido. Los miembros del Parlamento británico aprobaron la solicitud del equipo de filmación para tener acceso al Palacio de Westminster y rodar así, por primera vez, una película comercial.

## Comercialización
Una primera proyección de la película fue anunciada por Pathé el 2 de junio de 2014. Se estrenó oficialmente en el Reino Unido el 7 de octubre de 2015, y fue la película que inauguró el Festival de Cine de Londres de dicho año.